# سیاه اسطلخ (صومعه‌سرا)
سیاه اسطلخ ، روستایی از توابع بخش میرزا کوچک جنگلی شهرستان صومعه‌سرا در استان گیلان ایران است. همچنین وجه تسمیه نام این روستا از اسطلخ که برابر با نام خلاصه شده سل که به معنای برکه یا استخر نیز میباشد گرفته شده و در این نواحی به آبگیرهای عمیق و پر آب که ته آن دیده نمی‌شود برا
ی مشخص بودن عمق زیاد با پیشوند سیاه عنوان میشده و بنا بر این سیاه اسطلخ یا سیاه سل به معنای برکه یا استخر عمیق میباشد که دلیل آن احتمالاً برگرفته از رودخانه بزرگیست که در این ناحیه وجود دارد و در قسمتهایی، مسیر رودخانه به شکل یک آبگیر بزرگ دیده میشود میباشد.
سیاه اسطلخ از روستاهای سرسبز و شاخص صومعه سراست و خود دارای دو قسمت سیاه اسطلخ بالا و سیاه اسطلخ پایین بوده و با روستاهای، نفوت، سه شنبه، کما، لادمخ و اشکلن همجوار میباشد و در ۳ کیلومتری شهر صومعه سرا قرار گرفته است.

## جمعیت
این روستا در دهستان مرکیه قرار دارد و براساس سرشماری مرکز آمار ایران در سال ۱۳۸۵، جمعیت آن ۴۰۳ نفر (۱۱۳خانوار) بوده‌است.
از جمله خانواده های حسین زاده و ابراهیمی پرتکرار ترین فامیلی ها در سیاسل هستند